# かたおか徹治
かたおか 徹治（かたおか てつじ、1952年9月4日 - ）は、大阪府出身の漫画家。別名義：片岡徹治、西井とおる、あにま健児。

## 略歴
高校1年時から、当時大阪在住だった山上たつひこ宅に自作原稿を頻繁に持ち寄り親交を持つ。1971年、浪速短期大学のデザイン美術専攻科第1部入学と同時に山上に師事。翌年春に独立し、『ミラーマン』でデビュー。短期大学は後に中退している。
1977年、小池一夫が主宰した劇画村塾の第一期生となる。
2010年4月から2018年3月まで、日本デザイナー学院 M（マンガ）科の非常勤講師を勤めた。
ウルトラマンを始め特撮関連の作品を多く手掛けており、過去に特集記事掲載の依頼は何本もあったという。ウルトラマン関連では、2013年に初の取材を受けている。

## 作品リスト
- ミラーマン（小学三年生 1972年8月号-12月号/小学二年生 同年10月号-12月号 小学館）
- 闇夜の牙（中2コース 1972年9月号 別冊付録 学研）
- 悪魔のおとし物（中二時代 1972年9月号 別冊付録 旺文社）
- 白昼夢（中3コース 1972年9月号 別冊付録 学研）
- アイアンキング（小学館BOOK 1972年11月号-1973年2月号 小学館）
- アイアンキング（小学二年生 1972年11月号-1973年4月号 小学館）
- ファイヤーマン（小学三年生 1973年1月号-8月号 小学館）
- 科学忍者隊ガッチャマン（原作：吉田竜夫、小学二年生 1973年5月号-1974年3月号 小学館）
- サンダーマスク（小学二年生 西井とおる名義-1973年4月号のみ 小学館）
- ゼロテスター（テレビランド 1973年9月号-11月号 黒崎出版 → 徳間書店）〜西井とおる名義
- ダイヤモンドアイ（原作：川内康範、小学三年生 1973年7月号-1974年2月号 小学館)
- ジャンボーグA（小学二年生 1973年12月号 小学館）
- ガラよ行け！（中一時代 1974年3月号 /旺文社）
- 電撃!!ストラダ5（小学二年生 1974年5月号 - 8月号 /小学三年生 1974年7月号 小学館）
- 猿の軍団（小学二年生 1974年 小学館）
- ミクロマン（小学二年生 1974年 小学館）
- やってきたあいつ〜熱血先生編 （中二時代 1974年11月号-1975年3月号 旺文社）
- 正太とキチ （週刊少年アクション 1975年3号 双葉社）
- 野生の叫び（中三時代 1975年10月号 - 1976年3月号 旺文社）
- UFO戦士ダイアポロン（小学二年生 1976年6月号-9月号）
- ザ・カゲスター（原作：八手三郎、小学二年生 1976年9月号-11月号 小学館）
- やってきたあいつ 〜青春学園編（中二時代 1976年11月号-1977年3月号 旺文社）
- 巨人軍優勝物語（小学三年生 1977年1月号 小学館）
- 刑事犬カール （てれびくん 1977年9月号-12月号 小学館）
- 合身戦隊メカンダーロボ（てれびくん10月号付録 1977年 小学館）
- 死神を見た男たち（マリンダイビング 1978年1月号 - 6月号 水中造形センター）
- 決闘ウルトラ兄弟（コロコロコミック 1978年特別増刊2号 小学館）
- ウルトラ兄弟対大怪獣（コロコロコミック 1978年特別増刊3号 小学館）〜単行本収録時『ウルトラ一族の大反乱』に改題
- がんばれレッズ （わくわくブック 小三 後期号 1978年 旺文社）
- 帰って来たウルトラ兄弟（てれびくん 1978年3月号 小学館）
- 帰って来たウルトラ兄弟（小学一年生 1978年11月号 - 1979年3月号 小学館）
- なくな源太（わくわくブック 小三 前期号 1979年 旺文社）
- 新・ウルトラ兄弟物語（コロコロコミック 1979年1月号 - 10月号 小学館）
- ウルトラマン超異次元の対決（小学四年生1979年2月号 小学館）
- ウルトラセブン物語（コロコロコミック1979年春の特別増刊号 小学館）
- ザ☆ウルトラマン（小学一年生 1979年5月号 - 1980年4月号小学館）
- ウルトラ兄弟物語 1巻（1979年 小学館）
- 食いしんぼう迷犬アポロ（1979年 小学三年生10月号付録 小学館）
- 光る眼の少女（中三時代 1979年11月号 - 1980年3月号 旺文社）
- 秘録・ウルトラセブンとタロウ（コロコロコミック 1979年11月号 小学館）
- ゾフィーの伝説（コロコロコミック 1979年12月 - 1980年新年号 小学館）
- ウルトラ兄弟物語 2巻（1979年 小学館）
- UFOをつかまえろ（1980年 小学三年生2月号付録 小学館）
- ウルトラ大戦争（コロコロコミック 1980年2月号 - 4月号 小学館）
- 海の聖母（小学六年生 1980年4月号-6月号 / 原作・さとう和久 小学館）
- ウルトラマン80（コロコロコミック 1980年5月号 - 10月号 小学館）
- ウルトラマン80 （小学一年生 1980年5月号 - 1981年3月号 小学館）
- ウルトラマン80 （小学四年生 1980年5月号 - 1981年1月号 小学館）
- ウルトラマン80物語 試練の旅立ち（ウルトラマン80大百科 1980年 ケイブンシャ）
- 原辰徳物語（小学六年生 1980年8月号〜9月号 小学館）
- ゾフィーの戦い（コロコロコミック 1980年11月 - 1981年3月号 小学館）
- ウルトラ兄弟物語 3巻（1980年 小学館）
- ウルトラ兄弟物語（小学一年生 1981年4月号 - 1982年3月号小学館）
- オレたちだちっこ（月刊少年チャレンジ1981年6月号 / 原作・ミスター茶連児（遠崎史郎） 学研）〜あにま健児名義
- レオ・ファイター（週刊少年チャレンジ1981年1号 - 6号 / 原作・神保史郎 学研）
- アンドロメロス（小学一年生 1982年4月号 - 1983年3月号小学館）
- アンドロメロスの逆襲（別冊コロコロコミック 1982年4号 小学館）
- アンドロメロス物語（別冊コロコロコミック 1982年6号 小学館）
- アンドロマルスの戦い（別冊コロコロコミック 1982年7号 小学館）
- 宇宙戦士アンドロマルス（別冊コロコロコミック 1982年8号 小学館）
- 呪いネコの恐怖（コロコロコミック 1982年8月号 小学館）
- 戦え！プラモ超戦士（小学三年生 1983年9月号 - 1984年3月号）
- 大怪獣ガメラ（ゴジラ・ガメラ・大怪獣 1984年 永岡書店）
- ウルトラセブンものがたり（小学一年生 1984年1月号 - 3月号 小学館）
- 黒猫のたたり（別冊コロコロコミック1984年8月号）
- ウルトラマン物語（小学二年生 1984年9月号 小学館）
- がんばれ！ドッジーズ（4年の学習 1984年12月号 - 1985年3月号 学研）
- 世界の歴史 7 黄金郷の夢−インカ帝国の悲劇−（1984年 中央公論新社）
- 学習漫画世界の伝記 エジソン（1984年 集英社）
- 学習漫画世界の伝記 リンカーン（1984年 集英社）
- 世界の歴史・人物事典（1984年 集英社）
- ゴジラ（小学一年生 1985年1月号〜2月号 小学館）
- バトル・ウルトラ戦士（輝け! ウルトラ戦士!! 1985年 永岡書店）
- 伝記世界の偉人 7 コロンブス (1985年 中央公論新社）
- 伝記世界の偉人 12 ファーブル (1985年 中央公論新社）
- 学習まんが・ふしぎシリーズ(56)わんぱく野外遊び名コーチ（1985年 小学館）
- がんばれ！ドッジーズ（4年の学習 学研 1985年4月号 - 1986年3月号 学研）
- ファミ魂ウルフ（わんぱっくコミック 1985年第一弾 - 1988年3月号 徳間書店）
- シュートだ！アタックス（3年の学習 1985年12月号 - 3月号 学研）
- シュートだ！アタックス（4年の学習1985年4月号 - 1986年1月号 学研）
- 突撃!バイキングス（ニコニココミック 1986年7月号 - 12月号 / 原作・寺島優  世界文化社）
- ファミ魂ウルフ1〜3巻（1986年 徳間書店）
- ファミ魂ウルフ4巻（1987年 徳間書店）
- 学習漫画日本の伝記 戦乱の世の風雲児 織田信長（1988年 集英社）
- チェンジャー研 (わんぱっくコミック 1988年 - 1989年 徳間書店）
- まんが・ビジネスマン入門（1988年 TBSブリタニカ）
- 世界の発明・発見事典（1989年 集英社）
- たたかえ！ウルトラ兄弟（小学一年生 1989年8月号 - 9月号 小学館）
- たたかえ！ウルトラマン（小学一年生 1989年10月号 小学館）
- モンスターワールド（6年の学習 1990年6月号 - 12月号 学研）
- 若・貴兄弟物語（コロタン文庫 がんばれ若・貴大相撲全百科 1992年 小学館）
- まんが中学公民171（1992年 学研）〜構成
- まんが中学歴史年代暗記80（1992年 学研）〜構成
- ウルトラマン超ひみつ100（コロタン文庫 1993年 小学館）
- 学習漫画世界の伝記 エジソン（1994年 台湾）
- 学習漫画世界の伝記 リンカーン（1994年 台湾）
- 誰にも描けるメルヘン画〜花〜（1996年 創芸社）〜企画・構成・編集・デザイン
- 優納寺純の事件簿（コロタン文庫 まんが名探偵推理クイズ 1996年 小学館）
- 学習漫画世界の伝記 エジソン（1996年 タイ）
- すてないで!!（埼玉県下小学4年生用副読本/リサイクルコミック 1997年 埼玉県環境部）〜シナリオ
- ミニパトぷうぴい（めばえ 1998年 小学館）〜シナリオ
- ウルトラ兄弟物語1〜3巻（1998年 双葉社）
- ウルトラ兄弟物語4〜5巻（1999年 双葉社）
- ゲートボーイズ（ナイスパル 2001年 - 2003年 日本ゲートボール連合）
- ボクたちのワールドカップへの挑戦に学ぼう（QCサークル 2002年 日本化学技術連盟）
- 一寸おばばの羅針盤（ナチュラルアイ 2002年 - 2007年 埼玉県生態系保護協会）
- スグわかる!まんが将棋入門 ハンディー版（2006年 くもん出版）
- 環境学習マンガ エコタイム（ナチュラルアイ 2007年 - 2009年 埼玉県生態系保護協会）
- 織田信長（まんが偉人物語歴史に見る成功の秘密 2009年 集英社）
- 学習漫画世界の伝記 エジソン（2009年 中国科学出版社）
- 呪いネコの恐怖（熱血!!コロコロ伝説 テーマ別アンソロジー2 驚愕!!トラウマまんが傑作選!!編 2009年 小学館）
- 環境学習マンガ ECO TIME（ナチュラルアイ 2011年 - 埼玉県生態系保護協会）
- 新装版/学習漫画日本の伝記 戦乱の世の風雲児 織田信長-28刷（2012年 集英社）
- 新装版/学習漫画世界の伝記 エジソン-31刷（2012年 集英社）
- 新装版/学習漫画世界の伝記 リンカーン-17刷（2012年 集英社）
- 電子版/『ミラーマン』『ファイヤーマン』『ジャンボーグ9』円谷レジェンドヒーロー リターンズ （2018年 文春e-Books）
- 電子版/突撃！バイキングス 全2巻（2018年 / 原作・寺島優　グループ・ゼロ）
- 電子版/ファミ魂ウルフ 1〜4巻（2018年　グループ・ゼロ）
- 電子版/チェンジャー研 全2巻（2019年 / シナリオ協力・和智まさき　グループ・ゼロ）

## 師匠
- 山上たつひこ
- 小池一夫

## 関連
- ゲームセンターCX - 第69回にて漫画「ファミ魂ウルフ」が取り上げられており、最終回は未収録のため、コミックスのラストが紹介されている。